# Narcís de Santdionís
Narcís de Santdionís (Girona, final del segle xiv - ?, vers 1450) fou un jurista i doctor en lleis del segle xv. No es coneix res concret del seu naixement ni de la seva formació acadèmica. Josep Maria Font i Rius dona notícia d'un Narcís de Santdionís que assistí com a procurador del Capítol de Lleida a les Corts de Sant Cugat de 1419 i a les de Tortosa de 1420, on fou nomenat inquisidor. Potser fou també canonge de Barcelona.
Fou oïdor de comptes des de 1440 a 1443. Apareix com a ardiaca de Besalú i, segons Valls i Taberner fou també canonge de Girona. Va ser mestre del jurista gironí Tomàs Mieres, de gran renom. Aquest darrer sotmeté a la censura de Santdionís la seva obra Apparatus de les Constitucions de Catalunya. La Generalitat li encarregà, juntament amb Francesc Basset, la tasca de revisar la compilació dels textos legals del Principat de Catalunya, acabada el 1418 per Jaume Callís i Bonanat de Pere.
Escrigué «Compendium Constitucionum Cathaloniae», que, segons Mariàngela Vilallonga, es tracta d'un compendi que era de gran utilitat als advocats per a l'exercici de la seva professió i que, a més, ofereix una imatge clara de l'estat del dret i de l'organització fonamental de Catalunya durant la primera meitat del segle xv. Està dividit en deu capítols, en els que es tracten tots els temes relacionats amb qualsevol problema públic o privat, qüestions relacionades amb l'Església, amb juraments, judicis, matrimonis, dots, furts, cessions de béns, donacions, emancipació de fills, acusacions, adulteris i qualsevol altra qüestió relacionada amb el dret feudal. En ella, Santdionís elabora la seva doctrina sobre la monarquia limitada. Tingué notable influència en els comentadors de les Constitucions i en l'obra de Tomàs Mieres.